# 구보이시키촌
구보이시키촌(久保一色村)은 일본 아이치현 히가시카스가이군에 설치되었던 촌이다. 현재의 고마키시의 북부에 해당한다.